# Pubei
Der Kreis Pubei (chinesisch 浦北县, Pinyin Pǔběi Xiàn; Zhuang Bujbwz Yen) ist ein Kreis im Osten der bezirksfreien Stadt Qinzhou des Autonomen Gebietes Guangxi der Zhuang-Nationalität im Süden der Volksrepublik China. Er hat eine Fläche von 2.525 km² und zählt 780.500 Einwohner (Stand: Ende 2018). Hauptort ist die Großgemeinde Xiaojiang (小江镇).

## Administrative Gliederung
Auf Gemeindeebene setzt sich der Kreis aus sechzehn Großgemeinden zusammen. 